# Bluffton (Carolina del Sud)
Bluffton és una població dels Estats Units a l'estat de Carolina del Sud. Segons el cens del tenia 37.000 habitants.

## Demografia
Segons el cens del 2000, Bluffton tenia 1.275 habitants. La densitat de població era de 14,5 habitants/km².
Per edats la població es repartia de la següent manera: un 29,4% tenia menys de 18 anys, un 6,4% entre 18 i 24, un 35,2% entre 25 i 44, un 20% de 45 a 60 i un 8,9% 65 anys o més.
L'edat mediana era de 36 anys. Per cada 100 dones de 18 o més anys hi havia 93,5 homes.
La renda mediana per habitatge era de 43.281$ i la renda mediana per família de 48.611$. Els homes tenien una renda mediana de 35.139$ mentre que les dones 24.444$. La renda per capita de la població era de 17.327$. Entorn del 8,6% de les famílies i el 12,6% de la població estaven per davall del llindar de pobresa.

## Poblacions més properes
El següent diagrama mostra les poblacions més properes.